# Orlando Magic
Orlando Magic este un club de baschet din orașul Orlando, Florida, care joacă în Divizia Sudestică a Conferinței de Est din National Basketball Association (NBA). La această echipă au evoluat staruri din NBA cum ar fi: Shaquille O'Neal, Penny Hardaway, Grant Hill, Tracy McGrady, Steve Francis, Dwight Howard și Vince Carter.